# Буянцево (Новгородская область)
Буянцево — деревня в Окуловском муниципальном районе Новгородской области, относится к Боровёнковскому сельскому поселению.
Деревня расположена на левом берегу реки Клокина на Валдайской возвышенности, в 29 км к северу от Окуловки (49 км по автомобильной дороге), до административного центра сельского поселения — посёлка Боровёнка 21 км (32 км по автомобильной дороге).
| 2010 |
| ---- |
| 1    |

В 2 км к западу от деревни находится деревня Пепелово.

## История
В Новгородской губернии деревня была приписана к Каёвской волости Крестецкого уезда, а с 30 марта 1918 года Маловишерского уезда. До 2005 года деревня входила в число населённых пунктов подчинённых администрации Каёвского сельсовета.

## Транспорт
Ближайшая железнодорожная станция расположена в Боровёнке. В 2 км от деревни, в Пепелово проходит автомобильная дорога Боровёнка — Висленев Остров — Любытино.